# Robert Power
Robert Power (ur. 11 maja 1995 w Perth) – australijski kolarz szosowy.

## Osiągnięcia
2013
- 3. miejsce w mistrzostwach Oceanii juniorów (start wspólny)
- 3. miejsce w Giro della Lunigiana
  - 1. miejsce na 3. etapie
- 1. miejsce w Trofeo Buffoni
- 3. miejsce w Giro di Basilicata

2014
- 2. miejsce w mistrzostwach Australii U23 (start wspólny)
- 1. miejsce w mistrzostwach Oceanii U23 (start wspólny)
- 3. miejsce w Trofeo Piva
- 2. miejsce w Gran Premio Palio del Recioto
- 1. miejsce w Gran Premio di Poggiana
- 1. miejsce w GP Capodarco
- 2. miejsce w Tour de l’Avenir

2015
- 1. miejsce w klasyfikacji młodzieżowej Herald Sun Tour
- 3. miejsce w Trofeo Città di San Vendemiano
- 1. miejsce w Giro Ciclistico della Valle d’Aosta Mont Blanc
  - 1. miejsce w prologu

2016
- 3. miejsce w Japan Cup

2018
- 1. miejsce w Prueba Villafranca-Ordiziako Klasika
- 1. miejsce w Japan Cup

## Rankingi
| Rok              | 2014 | 2015 | 2016 | 2017 | 2018 | 2019  | 2020 | 2021 |
| ---------------- | ---- | ---- | ---- | ---- | ---- | ----- | ---- | ---- |
| UCI World Tour   |      |      | -    | -    | 161. |       |      |      |
| World Ranking    |      |      | 569. | 605. | 152. | 1892. | 324. | 974. |
| UCI Europe Tour  | 47.  | 142. | -    | 349. | 332. |       |      |      |
| UCI Asia Tour    | -    | -    | 60.  | -    | 18.  |       |      |      |
| UCI America Tour | -    | -    | -    | -    | 298. |       |      |      |
| UCI Oceania Tour | 1.   | 16.  | -    | -    | 106. | 92.   | 23.  | 41.  |
|                  |      |      |      |      |      |       |      |      |
| Źródło: UCI      |      |      |      |      |      |       |      |      |